# Ляшенко, Михаил Васильевич
Михаи́л Васи́льевич Ляше́нко (1818—1872) — русский генерал, участник Кавказской войны
Окончив в 1836 году 1-й кадетский корпус, поступил прапорщиком в Куринский полк, расположенный на Кавказе; вместе с полком неоднократно отличался в походах против горцев в Дагестане и Черномории и был два раза ранен, с 1838 по 1852 гг. он за свои боевые отличия имел награждения, в том числе орден Св. Владимира 4-й степени.
В 1852 году был произведён в полковники и в 1853 году назначен командиром Куринского полка; в том же году за отличия в делах с горцами награждён был орденом Св. Владимира 3-й степени. В 1855 году, переведённый командиром в Прагский пехотный полк, Ляшенко был в составе войск южной армии. В 1857 году назначен командиром Замосцского полка.
В 1863 году произведён в генерал-майоры и назначен помощником начальника, 14-й, а затем 15-й пехотных дивизий; в этой должности он награждён был орденами Св. Станислава 1-й и Св. Анны 1-й степени. 
В 1869 году назначен командиром 5-й пехотной дивизии; в 1871 году был произведён в генерал-лейтенанты. 
Скончался 21 июня (3 июля) 1872 года.